# Horsfieldia iriana
Espèce
Statut de conservation UICN

 DD  : Données insuffisantes
Horsfieldia iriana est une espèce de plantes de la famille des Myristicacées.